# Alekseevskij rajon (Oblast' di Volgograd)
L'Alekseevskij rajon (in russo Алексеевский район?) è un rajon dell'oblast' di Volgograd, in Russia, il cui capoluogo è Alekseevskaja. Istituito nel 1928, ricopre una superficie di 2.300 chilometri quadrati e nel 2021 ospitava una popolazione di circa 15.000 abitanti.

## Villaggi
- Zotovskaja